# Aardbeving Sumatra oktober 2010

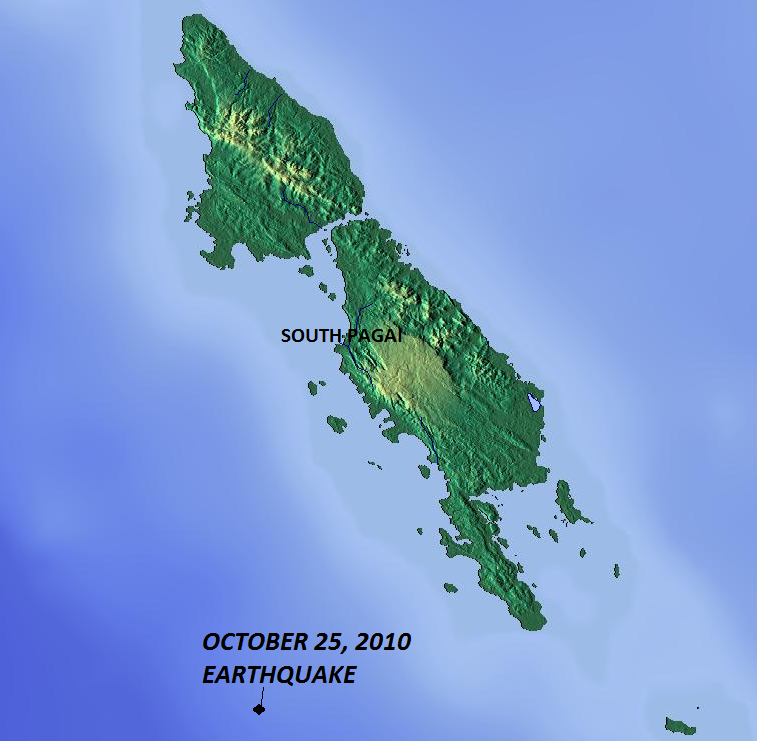
het epicentrum ten opzichte van Noord- en Zuid Pagai.

De aardbeving bij Sumatra op 25 oktober 2010 gebeurde om 14:42:22 UTC. Het epicentrum lag voor de westkust van Zuid-Sumatra, nabij de Mentawai-eilanden Noord- en Zuid-Pagai.
Bij de tsunami die hierop volgde kwamen minstens 435 mensen om het leven.

## Tektonische achtergrond
Indonesië ligt op een onstabiele breuklijn, die ook wel de Ring of Fire wordt genoemd. Vandaar dat hier vaak aardbevingen voorkomen, zoals de aardbeving van 2005 en de zeebeving van 2004 met een kracht van 9,3 op de schaal van Richter.

## Naschokken
Diverse naschokken volgden na de initiële beving; de grootste staan hieronder.
- 5.0 – 25 oktober 15:21:12 UTC[4]
- 6.1 – 25 oktober 19:37:30 UTC[5]
- 4.9 – 25 oktober 22:10:03 UTC[6]
- 6.2 – 25 oktober 22:59:53 UTC[7]
- 5.3 – 26 oktober 10:51:25 UTC[8]
- 5.3 – 26 oktober 11:33:21 UTC[9]
- 5.0 – 26 oktober 19:40:41 UTC[10]
- 5.0 – 26 oktober 23:09:47 UTC[11]
- 5.8 – 26 oktober 23:45:38 UTC[12]